# Jacek Tarnowski
Jacek Władysław Tarnowski (ur. 15 stycznia 1964 w Gdańsku) – polski ekonomista, biznesmen i polityk, w latach 2005–2006 szef gabinetu politycznego premiera Kazimierza Marcinkiewicza.

## Życiorys
W 1988 ukończył studia na Wydziale Ekonomiki Transportu Uniwersytetu Gdańskiego. W latach 1989–1992 pracował w Biurze Zagranicznym Komisji Krajowej NSZZ „Solidarność”, gdzie odpowiadał za kontakty zagraniczne związku oraz wizyty międzynarodowe przewodniczącego Lecha Wałęsy.
W 1992 na prośbę arcybiskupa Tadeusza Gocłowskiego zajął się tworzeniem katolickiej rozgłośni Radio Plus Gdańsk. W działalność radia był zaangażowany przez kilkanaście kolejnych lat. W latach 2001–2002 był członkiem i wiceprzewodniczącym Rady Nadzorczej Porozumienia Programowego Stacji Radiowych Plus. Zasiadał w radach nadzorczych i zarządach wielu przedsiębiorstw. Do 2005 był prezesem Pomorskiego Funduszu Pożyczkowego.
W latach 1998–2002 był radnym Rady Miejskiej Sopotu z ramienia Stronnictwa Konserwatywno-Ludowego.
W latach 2005–2006 pełnił funkcję szefa Gabinetu Politycznego Premiera w rządzie Kazimierza Marcinkiewicza. Po dymisji Marcinkiewicza i powołaniu go na stanowisko pełniącego obowiązki Prezydenta Warszawy rozpoczął pracę w Urzędzie m. st. Warszawy, gdzie kierował Biurem Współpracy Międzynarodowej, a od 31 sierpnia 2006 do 1 grudnia 2006 koordynował działalność Biur Kultury, Obsługi Inwestorów, Promocji Miasta, Współpracy Międzynarodowej oraz Wydziałów Kultury dla Dzielnic. Odszedł z pracy w Urzędzie m.st. Warszawy po objęciu funkcji prezydenta przez Hannę Gronkiewicz-Waltz.
W 1996 został konsulem honorowym Republiki Francuskiej w Gdańsku. Jest członkiem Zakonu Maltańskiego. 
Został odznaczony polskim Srebrnym Krzyżem Zasługi (2008) oraz francuskim Krzyżem Zasługi.